# La Manikoutai
Pistes de La Manikoutai
Était-ce femme Quand vous mourrez de nos amours
La Manikoutai est une chanson écrite et interprétée par Gilles Vigneault, sortie en 1967.

## Historique
La Manikoutai sort dans l'album du même nom en 1967. Interprétée par Monique Leyrac, elle sort la même année dans l'album Monique Leyrac à Paris. Catherine Sauvage la reprend en 1968, et Pauline Julien la reprend en 1973.

## Thématique
Manikoutai est un nom imaginaire, forgé par Gilles Vigneault en condensant le nom de la rivière Manicouagan et celui du lac Washicoutai (d) , pour nommer une rivière qui n'existe pas. « Était-ce femme ou bien rivière ? », s'interroge un prologue imprimé avant les paroles, dans le recueil Les Gens de mon pays (2008). Le narrateur de la chanson se montre obsédé par une rivière, la Manikoutai. Son entourage attribue cette obsession à une fille, une femme ou une fée, mais le narrateur nie toute confusion. 